# Aichi M6A1 Seiran
Aichi M6A1 Seiran („Górska Mgła”) – japoński wodnosamolot specjalnego przeznaczenia, bombowo-torpedowy z okresu II wojny światowej

## Historia
Po atakach lotnictwa amerykańskiego na miasta Japonii w kwietniu 1942 roku, przy użyciu bombowców B-25 Mitchell startujących z lotniskowców, dowództwo japońskie postanowiło dokonać nalotów odwetowych na cele w Ameryce. Do tego celu postanowiono użyć samolotów startujących z pokładów okrętów podwodnych typu I-400.
Pracę nad samolotem, który mógłby stacjonować i startować z pokładu okrętu podwodnego rozpoczęła w czerwcu 1942 roku wytwórnia Aichi Kōkūki KK. Samolot ten otrzymał oznaczenie Aichi M6A1 Seiran.
Początkowo miał to być samolot jednorazowego użytku, gdyż nie planowano do niego podwozia. Po wystrzeleniu z katapulty z okrętu podwodnego i wykonaniu zadania bojowego miałby wodować blisko okrętu, aby umożliwić szybkie wyłowienie załogi. Dopiero w toku dalszych prac zdecydowano się na zamontowanie pływaków.
Pierwszy samolot Aichi M6A1 Seiran został ukończony w listopadzie 1943, a produkcja trwała do 1945 roku.
Powstała też wersja służąca do treningu pilotażu Aichi M6A1-K Nanzan (Południowa Góra), która wyposażona była w podwozie kołowe. Po wystrzeleniu z okrętu podwodnego samolot miał lądować na lądzie.
Łącznie wyprodukowano 28 samolotów w tym: :
- 8 prototypów M6A1 (10.1943 - 10.1944),
- 18 seryjnych M6A1 model 11 (10.1944 - 07.1945)
- 2 prototypy M6A1-K  (1944).

## Użycie
Zgodnie z założeniami dowództwa japońskiego, celem ataków miały być urządzenia, zwłaszcza śluzy, Kanału Panamskiego. Było to szczególnie ważne po zakończeniu w maju 1945 roku wojny w Europie.
Udało się zorganizować jedną wyprawę w lipcu 1945 roku, gdy 10 samolotów Aichi M6A1 Seiran z 631. Korpusu Powietrznego zostało umieszczonych na dwóch okrętach podwodnych typu I-400 z 1. Flotylli Okrętów Podwodnych. Do użycia samolotów jednak nie doszło, gdyż zanim okręty dotarły do celu, Japonia skapitulowała.

## Opis konstrukcji
Samolot Aichi M6A1 Seiran był dwumiejscowym, wolnonośnym dolnopłatem o konstrukcji całkowicie metalowej. Podwozie pływakowe na wolnonośnych pylonach, których montaż lub demontaż trwał zaledwie około 2,5 minuty. Samolot przystosowany był do hangarowania na pokładzie okrętu podwodnego.
Płat o obrysie trapezowym był zmechanizowany i dawał się składać do hangarowania do tyłu wzdłuż kadłuba. Składana była również część usterzenia. Samolot znajdował się w tunelu hangaru na wózku z siłownikami hydraulicznymi. Po wytoczeniu z hangaru po szynach, stanowiących przedłużenie toru katapulty, siłowniki wózka ustawiały samolot w pozycji startowej, zwiększając kąt natarcia o 6,5º. Skrzydła rozkładały się hydraulicznie, mechanicy doczepiali do skrzydeł pylony i pływaki. Całe przygotowanie samolotu do startu trwało 6 minut.
Napęd samolotu stanowił silnik tłokowy, chłodzony cieczą, w układzie odwróconego „V” Aichi Atsuta 32, który był wierną kopią niemieckiego silnika Daimler-Benz DB 601A.